# Platoul Meledic
Platoul Meledic este o arie protejată de interes național ce corespunde categoriei a IV-a IUCN (rezervație naturală mixtă geologică, speologică, botanică și zoologică) situată în județul Buzău, pe teritoriul administrativ al comunelor Lopătari și Mânzălești.

## Caractere generale
Coordonate: Latitudine 45º29'49" N Longitudine 26º37'16" E
Suprafața declarată este de 136 ha.

## Localizare și acces
Este situată în Subcarpații de Curbură, în  bazinul superior al râului Slănic. Zona se află la 56-60km de Buzău. 
Se ajunge folosind drumul de pe valea Slănicului – DJ 203 K, care pornește de pe DN2 (E85) de la Mărăcineni spre Săpoca (imediat înainte de a intra pe podul de peste Buzău), urmând ruta Beceni-Vintilă Vodă-Mânzălești-Lopătari. Pînă la Lopătari drumul este asfaltat.
Între Mânzălești și Lopătari accesul în zona platoului se face pe văile pâraielor Jgeab și Sărat, pe DC respectiv DC. 
Platoul este situat între 424 și 607 m altitudine, fiind delimitat de râul Slănic la sud, râul Jgheab la est, râul Meledic la nord și de Pârâul Sărat la vest.

## Geomorfologie

### Geologie
Datorită substratului geologic miocen, la limita dintre zonele montană și subcarpatică au apărut formațiuni de  cute diapire cu sâmburi de sare aquitaniană. Zona are astfel ca substrat argile și gresii de cuvertură, pe molasă salmastră a unui masiv de sare, înconjurat de gresii și șisturi argiloase. Prin dizolvarea sării de către apa infiltrată prin brecii au apărut goluri carstice, ceea ce în ultimă instanță a dus la prăbușirea stratului acoperitor.

### Morfologie
La nivelul arealului de la Meledic relieful este extrem de variat (petrografic, geologic, morfologic).
- Pe versantul stâng al văii Slănicului, se remarcă astfel blocuri de sare îngropate în argilă și marne sărăturoase, pe care s-au dezvoltat lapiezuri și ravene[3].
- Versanții platoului Meledic au canioane adânci de 5-6 m cu lățimi de 0,5 - 3 m și rupturi de pantă[3] de 2 m.
- Numeroase depresiuni ovale sau rotunde acoperite de apă, mlăștinoase sau uscate, reprezintă doline simple sau îngemanate, extrem de largi (diametrul maxim de 40m) și adanci (pana la 25m)[4], cu versanți abrupți ce s-au format în condițiile în care sarea se află la adâncime mai mare.
- Prin îngemănarea dolinelor au apărut uvale[3] în care s-au cantonat lacuri carstice , cele mai reprezentative fiind Lacul Mare și Lacul Castelului. Formarea lor a trecut prin mai multe faze:

- infiltrarea apei prin brecia sării
- scufundarea platoului cu fundul lacului și stabilirea legăturii cu rețeaua hidrografică
- în lipsa vegetației reglatoare a regimului hidric și fixatoare de sol pe versanții lacurilor, datorită precipitațiilor a avut loc transport de material aluvionar, care a impermeabilizat fundul lacului și a întrerupt legătura cu masivul de sare
- aportul din pluvial și lipsa contactului cu masivul de sare (pe care s-a format aceste lacuri) a determinat îndulcirea apei și implicit schimbarea vegetației.

- Peșterile (endocarste saline) constituie un ansamblu complex ce reunește 47 mari cavități[5], dintre care majoritatea în platoul Meledic și aproxiamtiv un sfert în bazinul Jgheabului.

## Particularități
Peștera „6S Meledic” aflată în partea nordică a platoului Meledic și Peștera cu 3 intrări sunt cele mai mari.
"6S" se găsește  cu intrarea în fundul unei doline, ce face parte dintr-o uvală în care au fost identificate alte 4 peșteri.Este situată la nord de Lacul Mare, la baza unui versant abrupt cu înălțimea de 15m. A obținut în 1980 recordul mondial ca cea mai lungă peșteră în sare. În 1983 însă peștera ICRC (MALHAM) din Israel a fost descoperită, devenind cea mai lunga - peștera 6S de la Mânzalesti trecand pe locul al doilea in lume ca lungime. Aceasta peșteră se mai remarcă și prin abundența, varietatea și frumusețea concrețiunilor de sare. 
- Peștera are o lungime de 1220 m și o denivelare de 32 m[7]. Intrarea principală este aproape blocată de alunecările provocate de ploi.
- Conține diferite tipuri de formațiuni : stalactite alb, roz, galben,roșu aprins, cenușiu și maroniu și un mic număr de stalagmite cu înălțimi de câțiva centimetri și grosimi de 5 – 8 cm.
- Stalactitele ajung până la 1,5 m lungime cu grosimi de 30 cm, la bază, adesea schimbându-și poziția de la verticală la vârfuri în linie frântă (stalactite aberante)[8]. Stalagmitele sunt reduse având câțiva cm înălțime și cca. 8 cm diametru la bază[8]. Anemolitele[3] sunt lungi de cca. 1 m și cu diametre mici[8].

"Peștera cu 3 intrări"
- Are o dezvoltare de 300 m și cu denivelări de 44 m[7].

Celelalte peșteri au dimensiuni relativ reduse, cu lungimi de 2-10 m, intrările fiind împodobite cu ansambluri de stalactite și concrețiuni de sare.
Lacul Mare
- Are 0,72 ha ha[4] de apă dulce, și adâncimea maximă de 20 m[6].
- Chiar dacă la mal apa este mai caldă, la cca. 1 m distanță devine brusc foarte rece.

Lacul Castelului
- 0,38ha suprafață[4]

Vegetația este din plante halofite amestecate în mozaic cu specii caracteristice florei de mull; toate speciile erbacee sunt în principal subtermofile și uneori iubitoare de pe locații însorite (termofile). 
Procentul redus de împădurire al zonei și prezenta anticlinalelor într-o configurație orientată în general spre sud-sudvest, creează habitate favorabile speciilor cu caracter pontic sau mediteraneean, astfel că valoarea științifică a arealului este completată de existența într-o astfel de zonă cu un regim de climă blândă a:
- fluturașului purpuriu (Lycaena dispar)
- broaștei țestoase de uscat (Testudo hernanni)
- scorpionului (Euscorpius Carpathicus)
- tufărișurilor de cătină albă (Hippophae rhamnoides)

De frumusețea zonei a fost convins și Alexandru Vlahuță, fapt ce l-a determinat sa scrie un capitol intitulat “Meledic” în lucrarea sa “România pitorească”.

## Oportunități turistice locale
- Lacul, pe marginea căruia se află o pensiune și un camping, are în apropiere 25 de sculpturi din lemn aparținând unei tabere de sculptură, inițiată în iunie 2001 de Cornelia Ionescu Ciurumelea împreună cu profesorul Dumitru Cristea[6]

## Obiective turistice de vecinătate
- Bolovanul Mortatului din Ploștina
- "Sfinxul" de pe Breazău (cunoscut și sub denumirea de Sfinxul de la Buștea)- Stâncă de aproximativ 5-6 m înălțime situată pe culmea Breazău [11], aflată pe stânga văii Slănicului
- Focul Viu - Lopătari
- Piatra Albă „La Grunj”
- Mănăstirea Găvanu
- Vârful Ivănețu
- Lacul Mocearu
- Lacu Limpede din Bisoca
- Mănăstirea Poiana Mărului
- Vulcanii Noroioși de la Pâclele Mari, Pâclele Mici și Pâclele de la Beciu

## Galerie

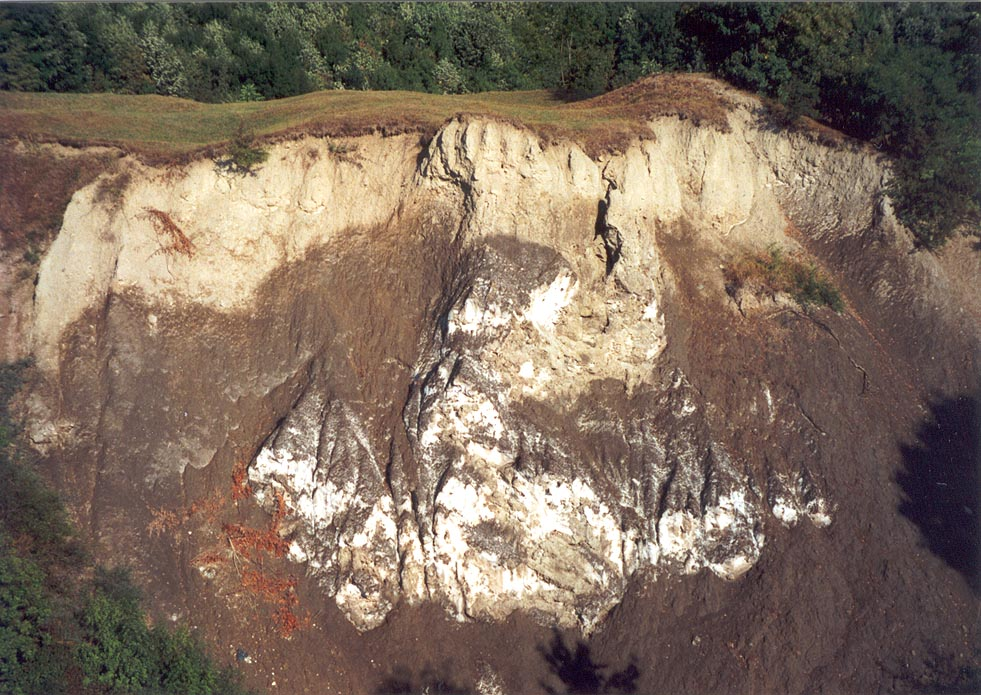
Platoul Meledic
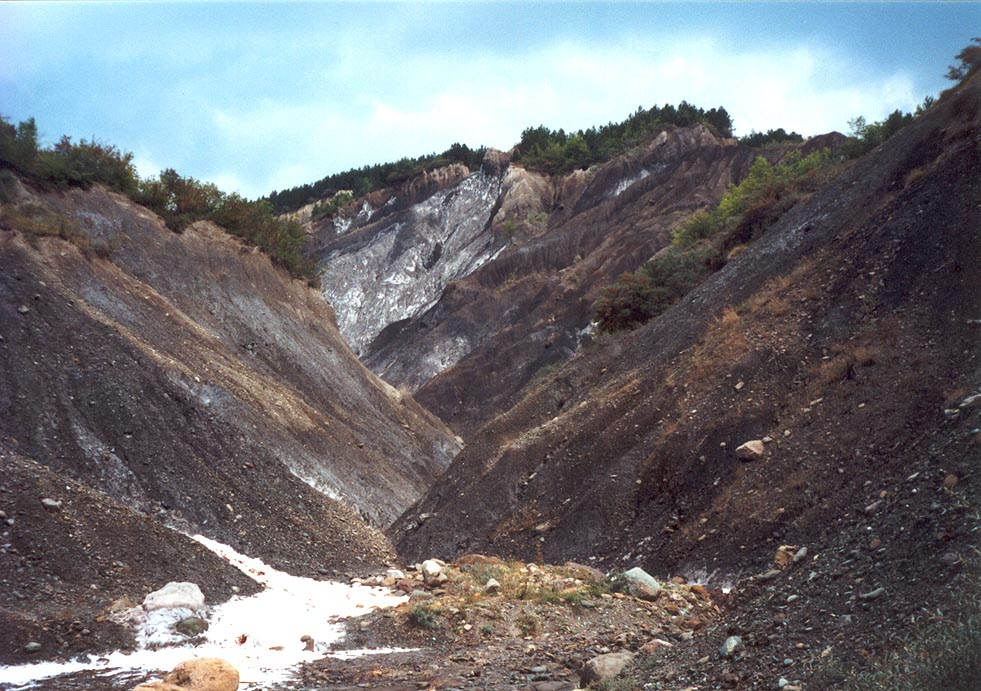
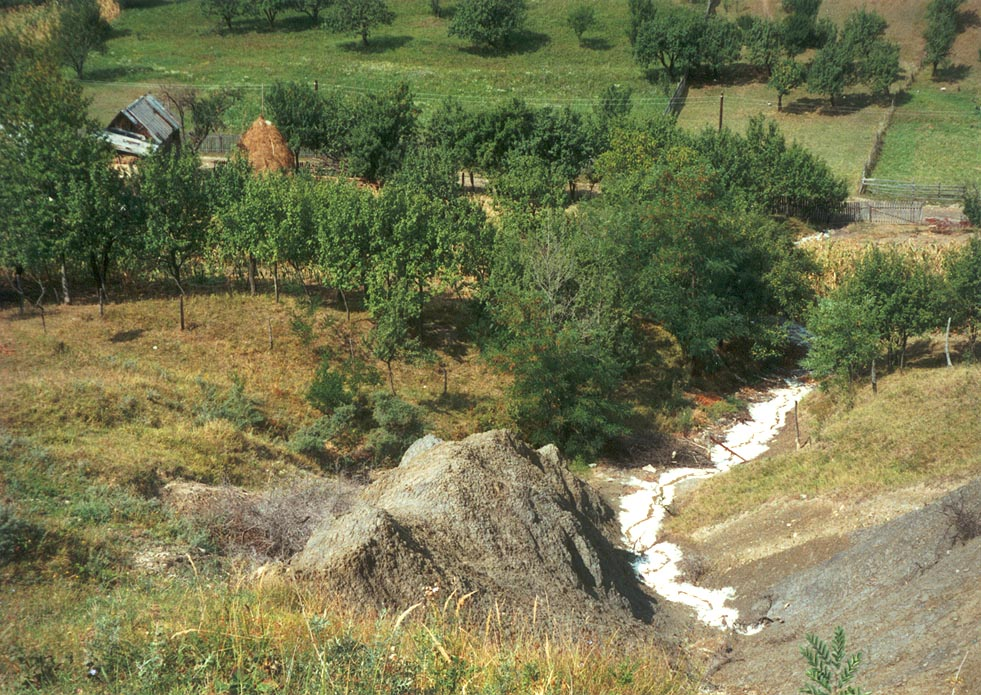
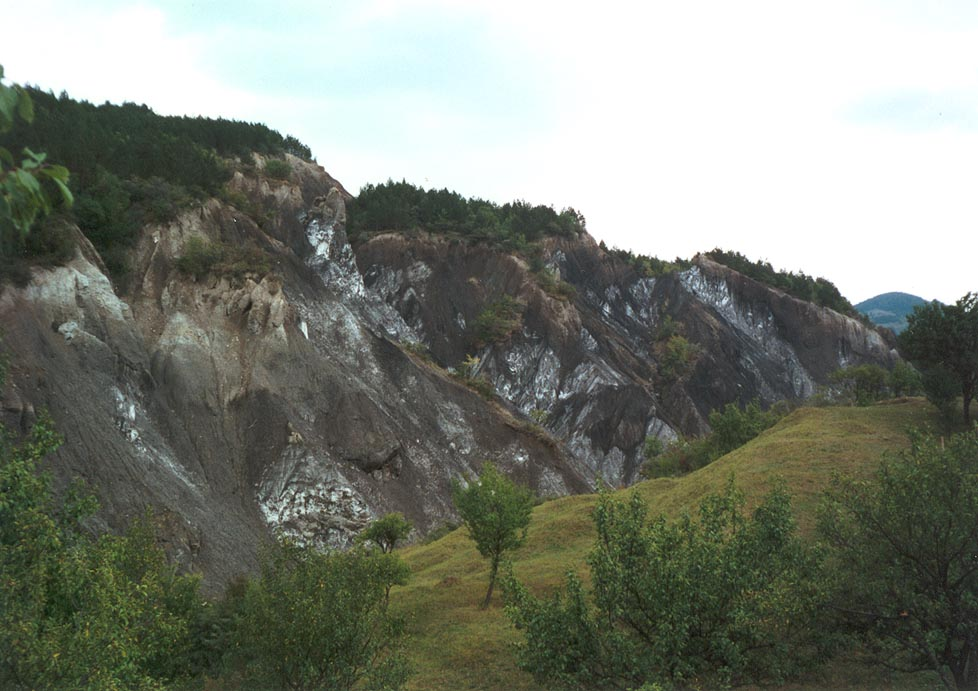